# Franc Emmer
Franc Emmer (tudi Fanouš Emmer), slovenski organizator nekomunističnega protiokupatorskega odpora in četništva v Sloveniji, * 26. julij 1918, Kranj, † 4. december 1941, Ljubljana. 
Po očetu Čeh, je Emmer študiral rudarstvo na Češkem,  nato na Tehniški fakulteti v Ljubljani, kjer je 1941 tudi diplomiral. Že pred vojno je bil pripadnik četniške organizacije. Kmalu po okupaciji se je posvetil organiziranju jugoslovanskih častnikov za borbo proti partizanom. Skupaj z duhovnikom Marijanom Kremžarjem je ustanovil in vodil Slovensko narodno gibanje, v katerega je skušal povezati več manjših skupin iz katoliškega in liberalnega političnega bloka. Njegova dejavnost je bila največjega odmeva deležena med študenti in pri  častnikih Vojske Kraljevine Jugoslavije in deloma pri Katoliški akciji. Snoval je novo četništvo, ki naj bi postopoma in v navezi z zahodnimi zavezniki pripravljalo osvoboditev domovine. Svojo organizacijo je širil na Dolenjsko in Notranjsko, načrte pa je imel na Gorenjskem. Gibanje je tiskalo letake v duhu jugoslovanske kraljevine ter imelo radijsko zvezo s tujino. Emmer je k sodelovanju vabil širok krog ljudi, med drugimi tudi sodelavce OF, kar se ni ujemalo z načrti vodstva Komunistične partije Slovenije. Privrženci iz častniškega zbora so mu svetovali odločnejši nastop do OF in njenega vodstva. Kot jasnega nasprotnika komunizma ga je VOS usmrtila 04. decembra 1941.